# Mercado del Este

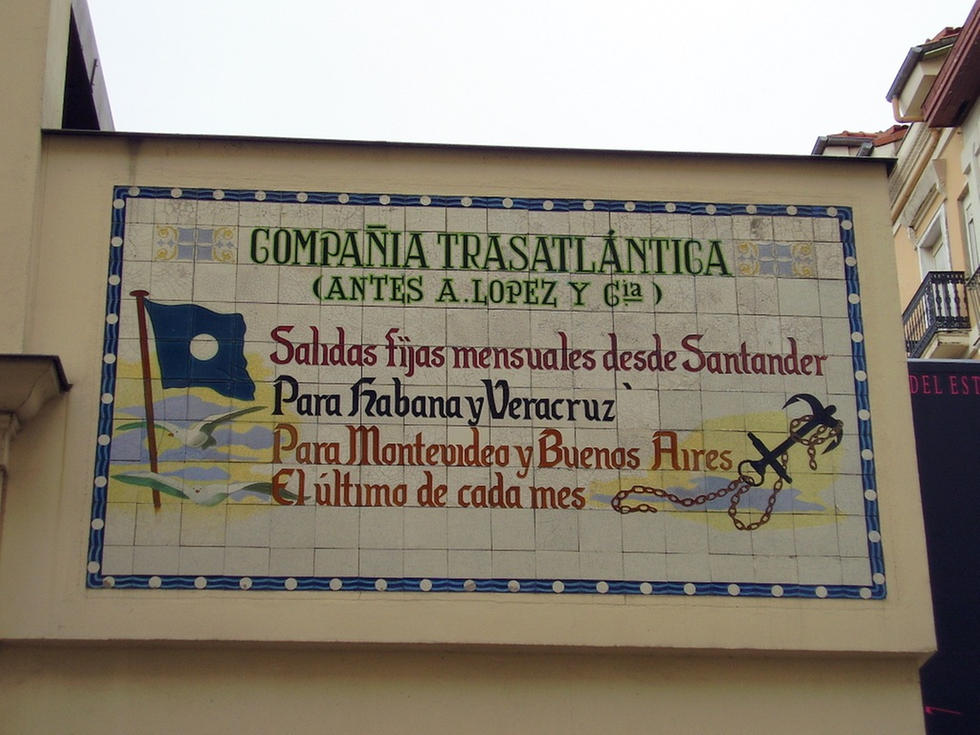
El mercado del Este es un mercado antiguo de Santander (Cantabria).

El mercado del Este, también conocido popularmente como plaza del Este, es un antiguo mercado ubicado en la capital cántabra, Santander. Es uno de los escasos ejemplos de arquitectura civil en madera que hay en España. Actualmente está ocupado por diversos comercios y establecimientos de hostelería.

## Características

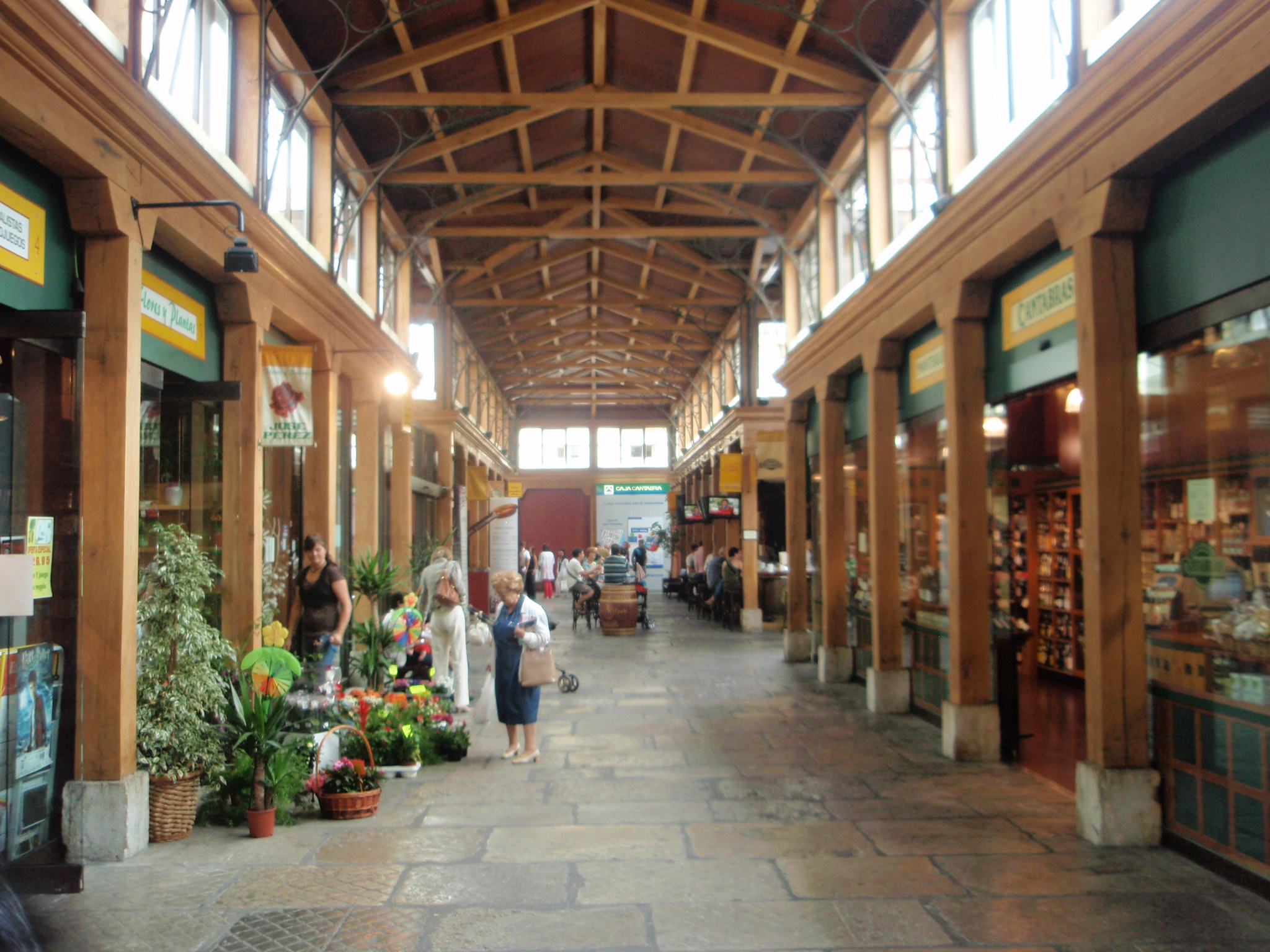
Vista interior del mercado.

El mercado tiene una única planta de geometría rectangular, de 40 metros de ancho por 60 metros de largo, lo que dan una superficie de 2400 m².
Es un destacado ejemplo de arquitectura de madera en estilo neoclásico, anterior a la arquitectura de metal típica en este tipo de edificios. Se considera uno de los primeros ejemplos de «galerías» construidas en España para uso comercial. El mercado se estructura como una red de vías trazadas en forma de cuadrícula, similares a calles cubiertas, que dividen claramente el espacio entre los diferentes puestos de venta y las zonas de paso. Además, la estructura está diseñada para mantener estándares avanzados de iluminación y ventilación para espacios de este tipo en su época. Por lo tanto, el valor de este edificio reside más en su avanzado diseño para la época en que fue construido que en su valor estético, ya que es un edificio sencillo.
Hoy en día alberga diversos negocios relacionados con el sector servicios: establecimientos de hostelería y restuaración, tiendas de diversas índoles (regalos, floristería, productos delicatessen, etc.) y el Museo de Prehistoria y Arqueología de Cantabria en sus bajos.

## Historia
La construcción del nuevo mercado santanderino fue impulsada en el año 1839 por el alcalde de Santander, José María López-Dóriga, con diseño del arquitecto municipal Antonio Zabaleta. La construcción se llevó a cabo entre los años 1839 y 1842, frente a los arcos de López Dóriga, ocupando dos de las manzanas del Ensanche, la principal zona ganada al mar por la villa.
El Mercado del Este recibió este nombre por encontrarse en la zona de ensanche que en ese momento avanzaba hacía en este del casco antiguo, y por su posición relativa al otro gran mercado de la ciudad, el mercado de la Esperanza, situado detrás del Ayuntamiento de Santander, en la plaza de la Esperanza.
En el año 1986, el Mercado del Este fue declarado bien de interés cultural por el Consejo de Ministros una vez iniciado el procedimiento de derribo por parte del Ayuntamiento de Santander. Tras la polémica sobre su conservación se llevó a cabo una posterior reconstrucción mantenimedo únicamente los muros perimetrales originales. La estructura interior, hecha íntegramente de madera, y el suelo enlosado reproducen hoy el diseño de Zabaleta.